# 埼玉県立蓮田特別支援学校
埼玉県立蓮田特別支援学校（さいたまけんりつ はすだとくべつしえんがっこう）は、埼玉県蓮田市黒浜にある公立特別支援学校。

## 沿革
- 1970(昭和45)年 - 埼玉県立寄居養護学校黒浜分校として国立療養所東埼玉病院内に開設。
- 1977(昭和52)年 - 埼玉県立寄居養護学校から分離独立して、埼玉県立蓮田養護学校を開設。
- 2004(平成16)年 - かつての本校であった埼玉県立寄居養護学校が廃校となる。廃校後、同校の資料等は当校で保管・展示を行っている。
- 2009(平成21)年 - 埼玉県立蓮田特別支援学校と改称。